# Микуми (национальный парк)
Национальный парк Микуми — национальный парк, расположенный в центральной части Танзании на берегу реки Руаха. Четвёртый по размерам в стране. Богатый растительный мир затопляемых лугов Мката, которые являются основной достопримечательностью парка, зачастую сравнивают с Серенгети.

## Физико-географические характеристики
Парк Микуми расположен между горами Улугуру и хребтом Луманго и граничит с охотничьим резерватом Селус и национальным парком Удзунгва-Маунтинс. Вместе с ними парк составляет популярный маршрут для сафари.

## Флора и фауна
Вдоль реки Мката на территории парка можно встретить редкие акации.
По территории парка проходят пути миграции таких животных как зебры, бородавочники, импалы и буйволы. Кроме того, в парке обитают жирафы и слоны, а в прудах, расположенных в 5 км севернее центрального входа обитают гиппопотамы. На затопляемых лугах можно встретить канн, которые являются самыми большими антилопами в мире, а также больших куду и чёрных антилоп. Такое разнообразие привлекает львов, которые любят располагаться на вершинах термитников или на деревьях.
В парке водится более 400 видов птиц.
|          |        |      |
| Бегемоты | Львица | Слон |

## Туризм
Национальный парк Микуми является очень привлекательным местом для туристов в Танзании во многом благодаря тому, что до него построена асфальтированная трасса из Дар-эс-Салама. Близость к самому крупному городу страны способствовала тому, что в парк стали приезжать на выходные.
|  |